# August-Exter-Straße 9

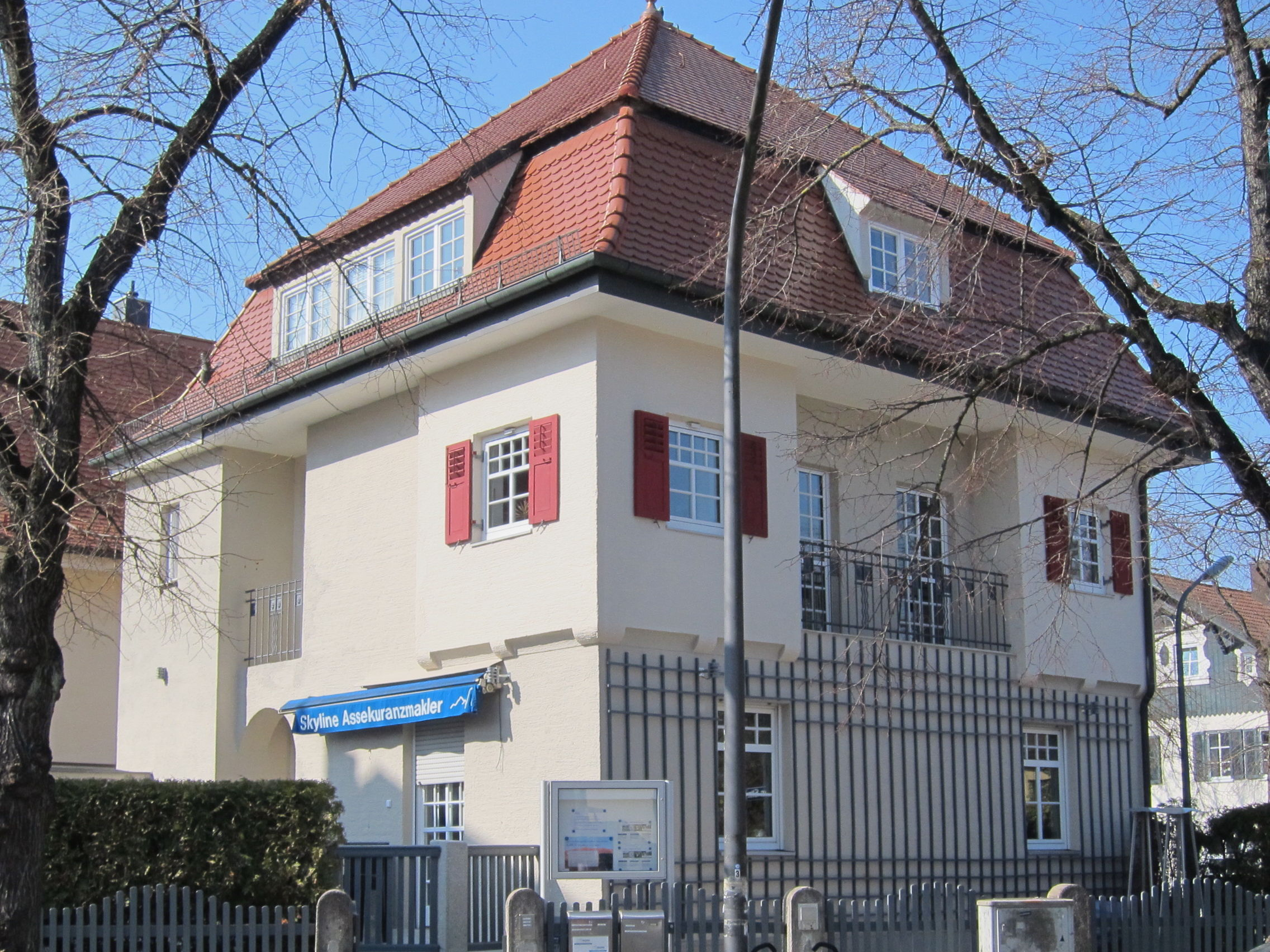
Haus August-Exter-Straße 9 im Stadtteil Pasing von München

Das Gebäude August-Exter-Straße 9 im Stadtteil Pasing der bayerischen Landeshauptstadt München wurde 1910 errichtet. Die Villa in der August-Exter-Straße, die zur Erstbebauung der Villenkolonie Pasing I gehört, ist ein geschütztes Baudenkmal.
Der kubische Mansarddachbau wurde nach Plänen des Architekten Johann Bayer errichtet. Die Villa an der Ecke zum Wensauerplatz (siehe Bismarckbrunnen (Pasing)) zeigt an ihrer Hauptseite eine Dreiteilung des Obergeschosses mit eingenischtem Balkonmittelteil. Die Entfernung der Fensterläden und die Fensterauswechslung im Erdgeschoss haben die Anmutung des Hauses verändert.